# رائد العمري
رائد العمري (بالإنجليزية: Raed Al-Amri)‏؛ مواليد 27 يونيو 1989، هو لاعب كرة قدم سعودي.

## مسيرة اللاعب
كانت بداياته مع نادي الاتحاد ولعب بعدها لأندية الوطني والرائد والكوكب والطائي ووقع مع نادي نجران في عام 2015، وعاد إلى نادي الطائي في بداية عام 2017 و انتقل إلى نادي الشعلة في عام 2020 و انتقل بعدها إلى نادي الساحل.

## روابط خارجية
- رائد العمري على موقع قاعدة بيانات كرة القدم.إي يو (الإنجليزية)
- رائد العمري على موقع Soccerway.com (الإنجليزية)